# Ónpestis

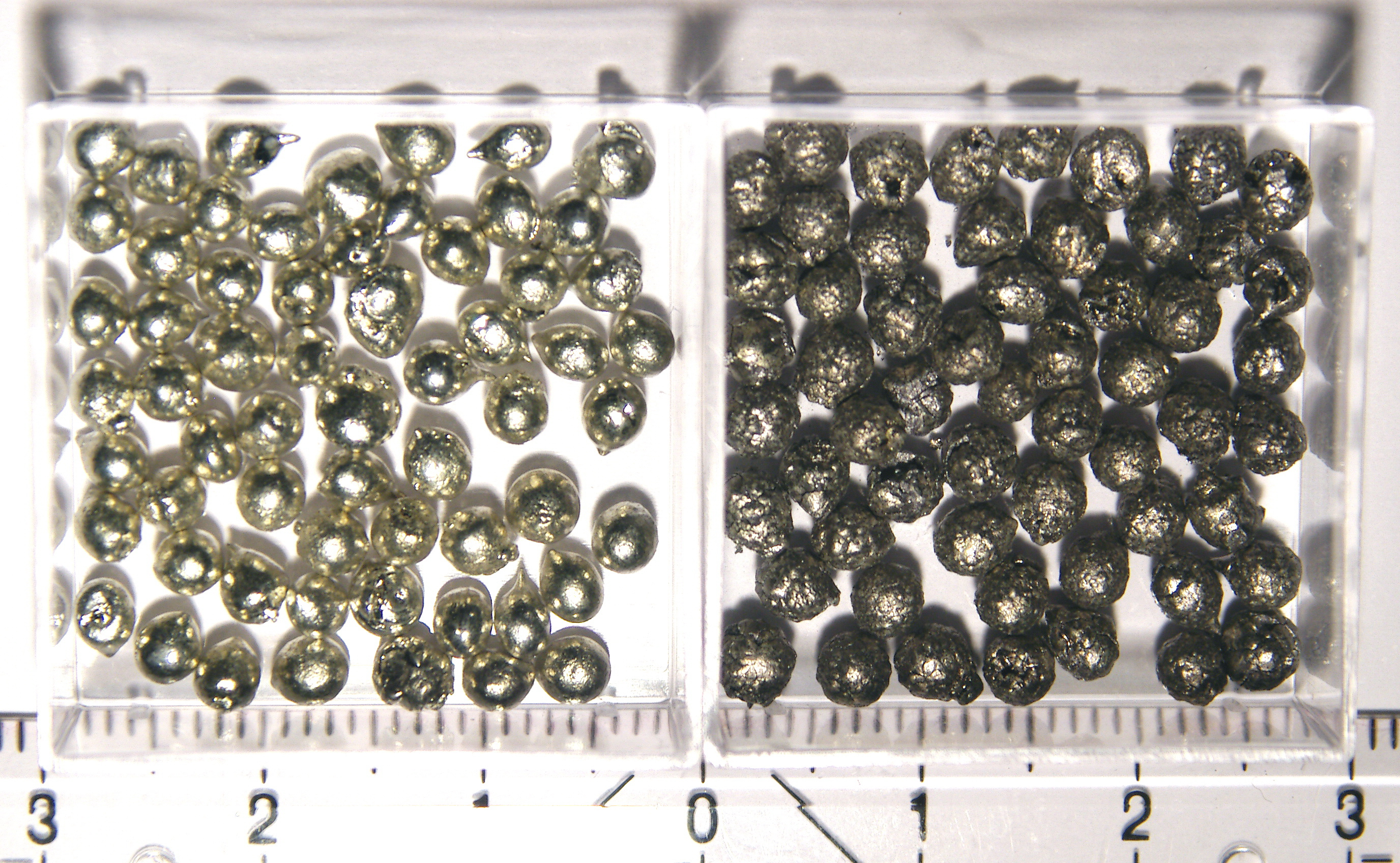
β- (balra) és α-ón (jobbra)

Az ónpestis az a jelenség, amikor ónból készült tárgyak felületén foltok jelennek meg, melyek az idő előrehaladtával egyre nagyobbakká válnak, s végül az egész tárgy elporlad. Az ilyen tárgyakra mondják, hogy ónpestises. Amennyiben ónpestises tárgy vagy annak pora ép óntárggyal érintkezik, úgy az ép óntárgyon az érintkezés helyétől kiindulva megjelennek és elterjednek az ónpestis jellemző tünetei, tehát az ónpestises tárgy vagy pora képes „megfertőzni” ép óntárgyat. Az is tapasztalható, hogy a „megfertőzést” követő ónpestis lefolyása gyorsabb, mint a spontán ónpestisé. A tudományos irodalomban először 1851-ben írták le, a középkori templomorgonák orgonasípjainak károsodásával kapcsolatban.
Európában a veszélyes anyagok korlátozásának direktívájának (RoHS) elfogadásával, illetve más helyeken hasonló szabályozások bevezetésével már nem használhatók a korábbi ón-ólom ötvözetek elektronikus eszközökben. Ezek helyettesítése majdnem tiszta ónnal behozta az ónpestist, és hasonló problémákat.

## Anyagszerkezeti háttere
Az ónpestis jelenségét az ón két allotrop módosulata közötti kristályszerkezeti átalakulás okozza: a mindennapi életben gyakran használt, fémfényű, jól alakítható, tetragonális kristályrendszerű fehér ón (négyzetes ón, β-ón) légköri nyomáson és 13,2 °C-os hőmérséklet alatt instabillá válik, és átalakul a stabilisabb, nemfémes, rideg, porszerű megjelenésű, szabályos kristályrendszerű szürke ónná (α-ón). Az átalakulás lassú, sebességének nagysága a hőmérséklet változásával ellentétesen változik. Az ónpestis (tehát az átalakulás) azonban gyorsabb, amikor ép, fehér ónból készült tárgy valamiképpen szürke ónnal érintkezik. A szerkezeti átalakulást ugyanis a rendszerbe került, viszonylag nagy mennyiségű szürke ón katalizálja; azaz ebben az esetben autokatalízis zajlik le, hiszen az átalakulás során keletkező anyag – jelen esetben a szürke ón – az, ami katalizálja magát az átalakulást. Melegítés hatására az ón visszaalakul, ám ez a már szétesett tárgyakon nem segít, mert a por nem áll össze.

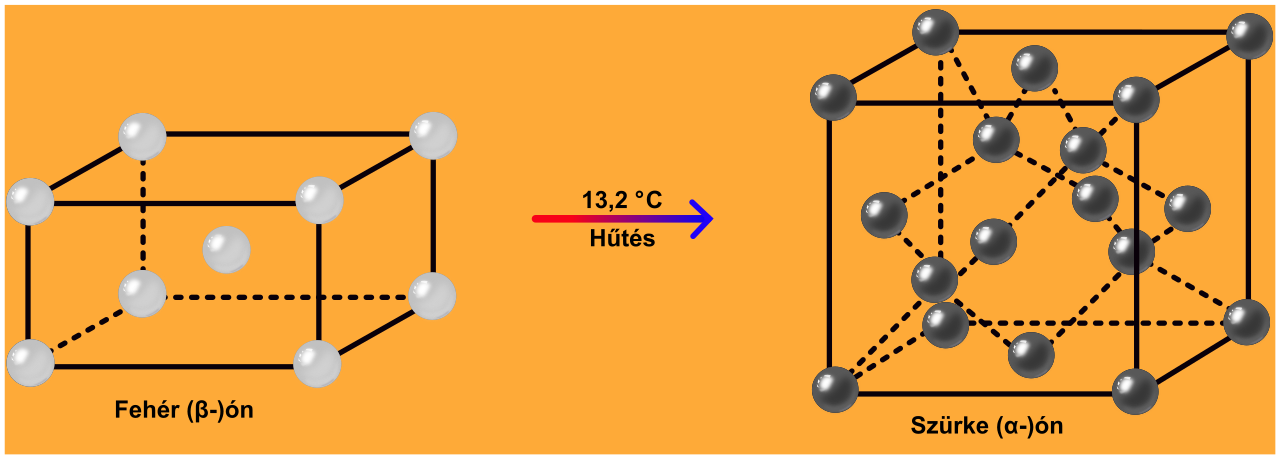

Az átalakulás sebessége eleinte lassú az aktiválási energia miatt, de felgyorsítja a −30 °C körüli hőmérséklet, érintkezés szürke ónnal, germániummal vagy hasonló formájú és méretű kristályszerkezettel. Az átalakulást szintén gyorsítja az érintkezés (NH4)2[SnCl6] alkoholos oldatával. Az átalakulás megindulásához optimális hőmérséklet −48 °C. Az átalakulás 27%-os térfogatnövekedéssel jár. A ridegség és a térfogatnövekedés miatt az ónból készült tárgyak gyakran porrá válnak átalakulás közben, innen a név. Az önkatalizáció miatt a folyamat később felgyorsul.
Az ón egyes ötvözeteit szintén érinti az ónpestis. Az ötvözet alumínium-, magnézium- és cinktartalma gyorsítja, míg antimonnal, bizmuttal és ólommal lassítható a folyamat. Az ólommentes Sn-Ag-Cu ötvözetek sokkal kevésbé hajlamosak ónpestisre, míg az Sn99,5-Cu0,5 ötvözeten ónpestist észleltek. Más elektropozitív fémek és félfémek is lassítják az átalakulást.

## Példák

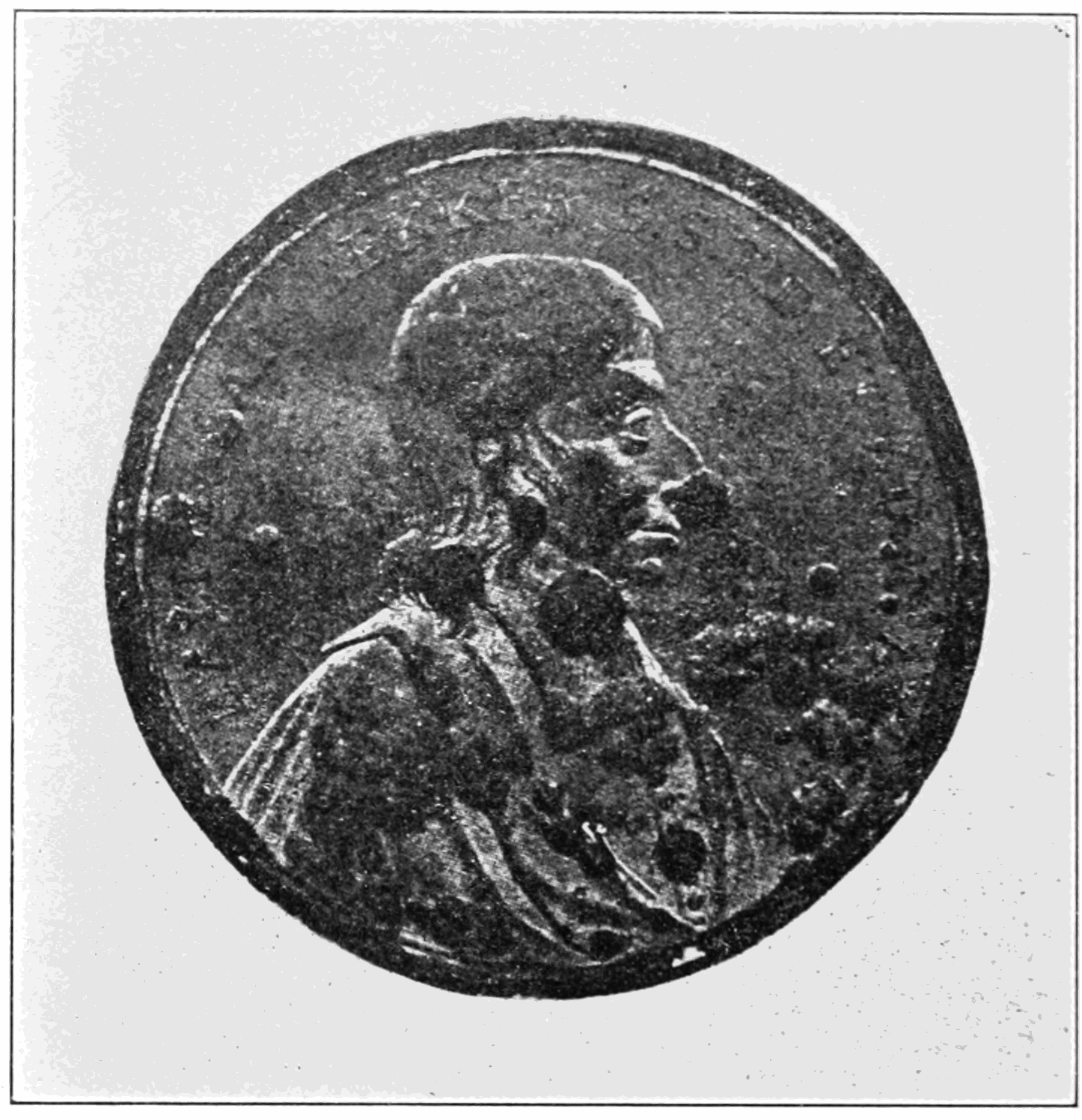
Ónérem az ónpestis jeleivel

- Sok orgonán a látható sípokat optikai okokból magas óntartalmú ötvözetből készítették, így fennáll az ónpestis veszélye.
- Az ónfigurák szintén veszélyben vannak, minőségtől függően hónapok alatt szétesnek, ha az átalakulás megindult.[8]

## Lehetséges történelmi példák
1910-ben a brit Robert Falcon Scott elsőként akarta elérni a Déli-sarkot, de a norvég Roald Amundsen megelőzte. A csapat elindult visszafelé, feltölteni élelmiszer- és petróleumkészleteiket, ám az 1912-ben az első állomáson nem volt kerozin, az ónnal forrasztott dobozok üresek voltak. A dobozokat később a Tin Research Institute megkereste, de ónpestisnek nem találta nyomát.
Egy másik lehetséges eset Napóleon oroszországi hadjáratához kapcsolódik. A történet szerint a katonák ruháin a gombok szétestek az ónpestis miatt, így a ruhák szétestek. Azonban hiányoznak a bizonyítékok a széteső gombokról. Abban a korban a közkatonák gombjai csontból, a tiszteké sárgarézből készültek. Kritikusok rámutattak, hogy ha ónt használtak, az nem volt annyira tiszta, hogy ónpestis áldozata legyen. Tiszta ónnal végzett laboratóriumi kísérletek szerint az ottani hőmérsékleten 18 hónapra lett volna szükség jelentősebb károk kialakulásához, ami több, mint kétszer akkora, mint a teljes hadjárat hossza. Néhány ezrednek a hadjárat során ónból készültek a gombjai, és a hőmérséklet −40 °C alá is esett, azonban a túlélők utólagos történeteikben nem említettek problémát a gombokkal. Egyes vélemények szerint a történet korábbi beszámolók összeolvadásából keletkezett, 1868-ban a Szentpétervári Akadémia ülésén Carl Julius Fritzsche nyújtott be egy értekezést annak alapján, hogy katonai és vámraktárakban estek szét ónból készült gombok és tömbök, – illetve abból – hogy a sikertelen hadjáratból a katonák rongyosan vonultak vissza. Akkor a jelenséget még nem tudták értelmezni. A 19. század végén egy vasúti szerelvény óntömböt importáltak Hollandiából Moszkvába, a kocsik felnyitásakor azonban csak szürke port találtak.

## Modern ónpestis

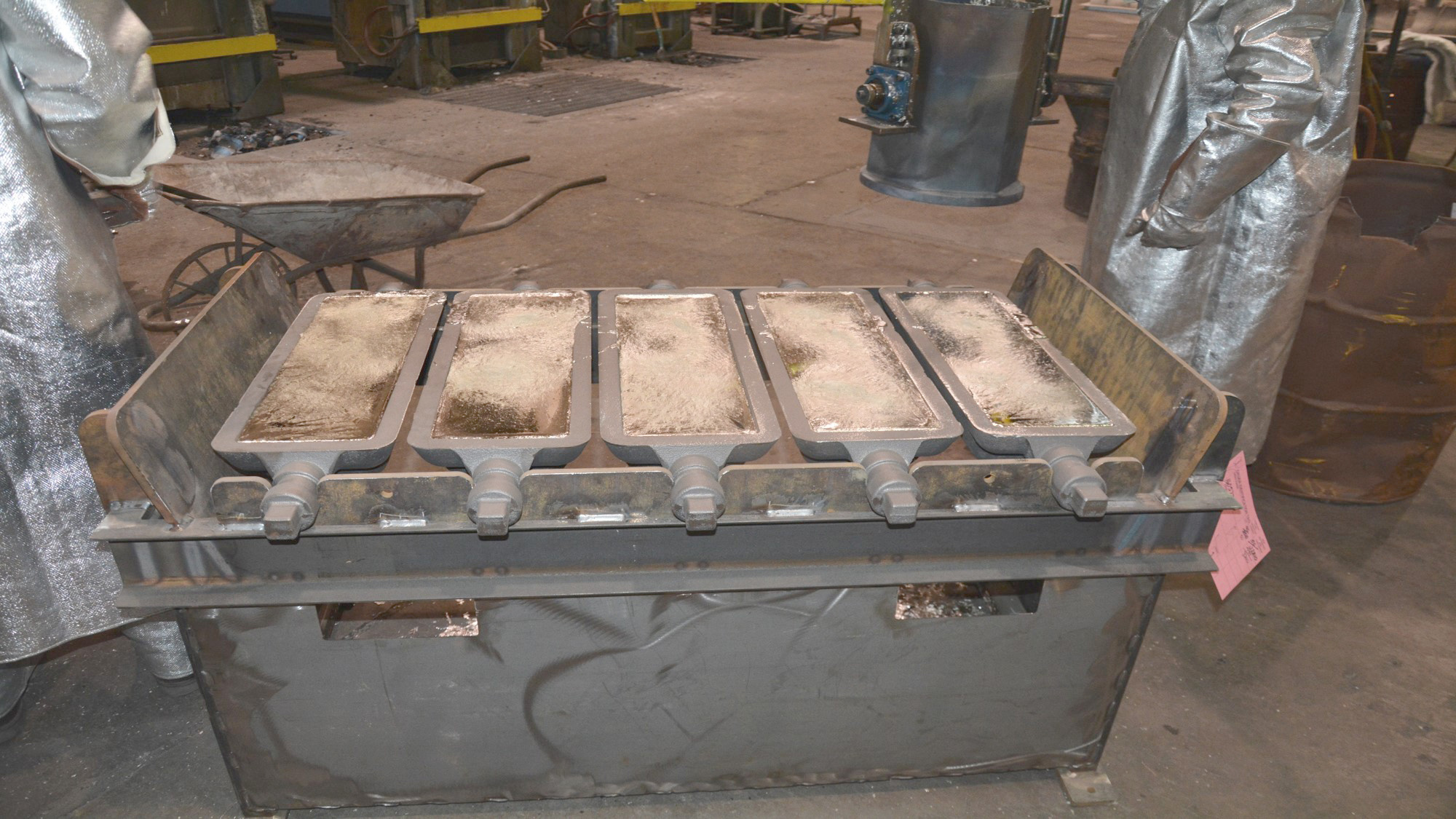
Ónpestis öntvényeken 2017-ben

2006-ban az Európai Unió elfogadta a veszélyes anyagok korlátozásának direktívájának elfogadásával betiltották az ólom használatát, és hasonlóan, Kaliforniában is betiltották az ólom használatát. A szabályozással egyidőben visszatért az ónpestis, mivel korábban azok a gyártók, melyek ón–ólom ötvözeteket használtak, rátértek a tiszta ónra. Például  forraszanyagként, vagy bizonyos elektronikai és elektromos eszközöket ónnal vontak be. Hideg időben az ónpestis miatt a bevonat elvesztheti vezetőképességét és leeshet a vezetékekről. Melegítés hatására a bevonat visszaalakul elektromosan vezető β-ónná. Ez az ide-oda alakulás rövidzárlatot és más hibákat is okozhat.

## Fordítás
- Ez a szócikk részben vagy egészben  a   Zinnpest című német Wikipédia-szócikk fordításán alapul.  Az eredeti cikk szerkesztőit annak laptörténete sorolja fel. Ez a jelzés csupán a megfogalmazás eredetét és a szerzői jogokat jelzi, nem szolgál a cikkben szereplő információk forrásmegjelöléseként.
- Ez a szócikk részben vagy egészben  a   Tin pest című angol Wikipédia-szócikk fordításán alapul.  Az eredeti cikk szerkesztőit annak laptörténete sorolja fel. Ez a jelzés csupán a megfogalmazás eredetét és a szerzői jogokat jelzi, nem szolgál a cikkben szereplő információk forrásmegjelöléseként.